# The Idolmaster
The Idolmaster, ufficialmente intitolato "THE iDOLM@STER", è un videogioco di simulazione pubblicato esclusivamente in Giappone dalla Namco (in seguito Namco Bandai Games) il 26 luglio 2005 per arcade. È stato pubblicato per Xbox 360 il 25 gennaio 2007. Il gioco segue la carriera di un produttore che lavora per l'immaginario studio 765 Production e deve riuscire a lanciare la carriera di un gruppo di idol. Un adattamento animato della A-1 Pictures è stato trasmesso a partire dal 7 luglio 2011.

## Modalità di gioco
All'inizio del videogioco, il giocatore che controlla il personaggio del produttore dello Studio 765, decide il nome del proprio personaggio. Nel corso del gioco, questo nome finirà sempre con "-P". Successivamente il giocatore ha la possibilità di scegliere una idol da produrre, fra quelle messe a disposizione. Da qui in avanti il produttore dovrà fare in modo di far crescere la carriera della idol selezionata, gestendo i suoi impegni quotidiani, facendola allenare e comunicando con lei.

## Sequel e spin-off

### Versione per Xbox 360
The Idolm@ster è stato citato come il videogioco che più degli altri è riuscito a lanciare le iscrizioni dell'Xbox Live in Giappone. In particolare, la vendita di Microsoft points sono quadruplicate alla data di release di The Idolm@ster per la console rispetto al giorno antecedente. La versione per Xbox 360 contiene nuovi brani musicali ed un nuovo personaggio, Miki Hoshii.

### The Idolmaster: SP
Il 23 luglio 2008, una versione per PSP è stata annunciata dalla rivista di videogiochi Famitsū. Si tratta di un adattamento fedele della versione arcade, ma di cui sono state prodotte tre differenti versioni, ognuna contenente tre differenti idol con cui lavorare. Tutte e tre le versioni sono state pubblicate il 19 febbraio 2009 esclusivamente in Giappone. Era stata anche mostrata in un teaser una quarta versione che avrebbe contenuto un ulteriore set di personaggi: Miki, Takane Shijou ed Hibiki Ganaha.

### The Idolmaster: Dearly Stars
Una versione per Nintendo DS del gioco, intitolata The Idolm@ster: Dearly Stars è stata pubblicata il 17 settembre 2009. La storia si svolge dal punto di vista di una idol che ottiene un contratto con la 876 Productions. A differenza degli altri giochi, quindi, anziché giocare attraverso la prospettiva del produttore, il giocatore interpreta la stessa idol. Il gioco utilizza funzionalità wi-fi.

### The Idolmaster: Live For You!
Un sequel intitolato The Idolmaster: Live For You! è stato pubblicato il 28 febbraio 2008.

### The Idolmaster 2
Un secondo sequel intitolato The Idolmaster 2 è stato annunciato in occasione del concerto organizzato per il quinto anniversario di Idolmaster, ed è stato pubblicato esclusivamente per Xbox 360 il 24 febbraio 2011. Il gioco è stato reso disponibile anche per PlayStation 3 il 27 ottobre 2011.

### The Idolmaster Million Live!
Un sequel intitolato The Idolmaster Million Live! è stato pubblicato il 27 febbraio 2013 per dispositivi Android, e il 22 dicembre 2014 per dispositivi iOS.

### Apparizioni in altri giochi
Ace Combat 6: Fires of Liberation (un altro titolo per Xbox 360 sviluppato e pubblicato dalla Namco) fa riferimento a The Idom@ster in una particolare verniciatura dei Su-33 Flanker, F-117A Night Hawk, Su-47 Berkut, F-15E Strike Eagle e F-22A Raptor, come parte di un pacchetto di colori extra, messo a disposizione per il download, rispettivamente, dal 22 novembre 2007, 20 dicembre 2007, 31 gennaio 2008, 28 febbraio 2008 e 31 marzo 2008. Il personaggio Miki Hoshii appare sulla verniciatura del Su-33 e del Su-47, Yukiho Hagiwara appare sul F-117A, Chihaya Kisaragi appare sul F-15E, Haruka Amami appare sul F-22A, Yayoi Takatsuki sul Mirage 2000-5 e Iori Minase sul Rafale M. Un livello di Beautiful Katamari ambientato nell'ufficio del produttore, ha come accompagnamento un brano intitolato Danketsu. che fa parte della colonna sonora del gioco. In Ace Combat Infinity, appaiono in tre eventi collaborazione: emblemi a edizione limitata con uno stile disegnato a 8-bit, emblemi raffiguranti i personaggi in primissimo piano e, di seguito, gli aerei a tema The Idolm@ster: One for all.
Alcune canzoni del videogioco sono presenti nella serie Taiko no Tatsujin. Yayoi Takatsuki fa un'apparizione cameo nel videogioco della Namco Tales of Hearts, mentre Haruka Amami compare in Tales of Phantasia: Narikiri Dungeon X. Nel videogioco Tales of the World: Radiant Mythology è inoltre possibile acquistare molti dei vestiti delle ragazze di Idolmaster come armature per i personaggi del gioco.
Un pacchetto scaricabile rappresenta un progetto collaborativo fra Project DIVA 2nd e The Idol Master SP. Nel pacchetto è presente un costume di Haruka per Hatsune Miku, un costume di Ami e Mami per Kagamine Rin, ed un costume di Chihaya per Megurine Luka. Il pacchetto inoltre contiene "GO MY WAY!!" cantata da Hatsune Miku e Rrelations rifatta da Megurine Luka e Kagamine Rin.

## Adattamenti

### Anime

#### Idolmaster: Xenoglossia
Una serie anime ambientata in un universo alternativo ed intitolata Idolmaster: XENOGLOSSIA è stata realizzata dallo studio Sunrise. Diretta da Tatsuyuki Nagai, è andata in onda in Giappone da aprile ad ottobre 2007. La serie ruota intorno ai mecha e rielabora la storia delle dieci idol rendendole dieci pilota di robot. La serie non ha alcun riferimento con i videogiochi, ad esclusione che per i personaggi.

#### OAV
Un OAV di 17 minuti è stato incluso nell'edizione limitata di The Idolmaster: Live For You!. La storia dell'OVA ruota intorno ad Haruka, Chihaya e Miki in viaggio contro il tempo per arrivare a Tokyo ed unirsi con le altre ragazze per il loro concerto finale.

#### Serie del 2011
Una nuova serie animata intitolata The Idolmaster, fedelmente basata sul videogioco, con cui condivide anche gli stessi doppiatori, è stata prodotta dalla A-1 Pictures Inc. e diretta da Atsushi Nishigori e Touko Machida come supervisore alla sceneggiatura. Le trasmissioni dell'anime sono iniziate il 7 luglio 2011 su TBS.

### Manga
Il franchise ha avuto undici adattamenti manga che includono:
- THE iDOLM@STER Comic Anthology (アイドルマスター コミックアンソロジー?), manga di due volumi pubblicato dalla Ichijinsha.
- THE iDOLM@STER Anthology Comic (アイドルマスター アンソロジーコミック?),manga di un volume unico pubblicato dalla FOX Shuppan.
- THE iDOLM@STER Concept Comic (アイドルマスターコンセプトコミック?), manga di due volumi pubblicato dalla Enterbrain.
- THE iDOLM@STER (アイドルマスター?), pubblicato dalla Kadokawa Shoten.
- THE iDOLM@STER -Your Mess@ge- (アイドルマスター －ユアメッセージ－?), pubblicato dalla MediaWorks.
- THE iDOLM@STER relations (アイドルマスター relations?), pubblicato dalla Ichijinsha.
- THE IDOLM@STER Break! (アイドルマスターブレイク!?), pubblicato dalla Kōdansha.
- PETIT IDOLM@STER (ぷちます!?), pubblicato dalla ASCII Media Works.
- THE iDOLM@STER Splash Red for Dearly Stars (アイドルマスターSplash Red for ディアリースターズ ?), pubblicato dalla Ichijinsha.
- THE iDOLM@STER Innocent Blue for Dearly Stars (アイドルマスターInnocent Blue for ディアリースターズ?), pubblicato dalla Ichijinsha.
- THE iDOLM@STER Neue Green for Dearly Stars (アイドルマスターNeue Green for ディアリースターズ?), pubblicato dalla Ichijinsha.

### Light novel
Due romanzi, THE iDOLM@STER 1: Melody of Serenity (アイドルマスター(1) やすらぎの旋律?) e THE iDOLM@STER 2: Palpitating Summer Days (アイドルマスター(2) ときめきのSummer Days?), sono stati pubblicati e distribuiti dalla Enterbrain rispettivamente il 30 gennaio 2006 ed il 27 febbraio 2006.

### Drama
Un drama coreano ispirato al videogioco, Idolmaster.KR - Kkum-eul dream, è andato in onda su SBS funE dal 26 agosto al 6 ottobre 2017.